# Adun Muensamaan
Adun Muensamaan (tiếng Thái: อดุลย์ หมื่นสมาน, sinh ngày 17 tháng 11 năm 1981) là một cầu thủ bóng đá từ Thái Lan. Hiện tại anh thi đấu cho PT Prachuap ở Giải bóng đá Ngoại hạng Thái Lan.
Sinh ra ở Satun, Muensamaan thi đấu ở Giải bóng đá Ngoại hạng Thái Lan với TOT và Chula United.